# Hans Laurids Sørensen
Hans Laurids Sørensen (13 agosto 1901 – 14 novembre 1974) è stato un ginnasta danese.

## Palmarès

### Olimpiadi
- 1 medaglia:
  - 1 argento (Anversa 1920 nel concorso svedese a squadre)